# Életvonat
Az Életvonat (Train de vie) egy 1998-ban bemutatott román filmdráma Radu Mihăileanu rendezésében.

## Cselekmény
|  | Alább a cselekmény részletei következnek! |

1941 egyik estéjén Shlomo, a kis zsidó falu bolondja világrengető hírekkel tér haza: a nácik a szomszédos települések összes zsidó lakóját ismeretlen helyre deportálják és valószínűleg az ő falujuk a következő a listán. Az öregek tanácsa a rabbi vezetésével még aznap este összeül, hogy megvitassák, hogyan menthetnék meg a közösséget. Végtelen veszekedések után a legjobb ötlet csak hajnalban pattan ki Shlomo fejéből: szervezzék meg saját ál-deportálásukat, így vándoroljanak ki Palesztinába az ígéret földjére. Ők lesznek a deportáltak, a vasutasok és a náci katonák is. Az egész község összefog: náci egyenruhákat szabnak, vásárolnak egy leselejtezett rozsdás mozdonyt, svájci rokonukat hazahívják, hogy németül tanuljanak tőle, hamis iratokat gyártanak és kocsiról kocsira összetákolják a vonatot. És egy szép napon – akár Noé bárkája – elindul a vonat a falu összes lakójával. A szerelvényen a rendkívüli viszonyok közepette is zajlik az élet: a fiatalok életük első szerelmét élik, a gyerekek önfeledten játszanak, miközben a vonat robog tovább.

Megszöktek a kommunisták

Újabb és újabb problémákkal kell megküzdeniük. A szerelvény nem szerepel a menetrendben, fantomként száguld át az országon. Természetesen cikkcakkban, hogy megtévesszék az ellenséget. Egy sértett szerelmes (a rabbi fia) kommunista sejtet alapít az utasok között, a kommunisták állandóan keresik az összetűzést az elöljárókkal és lázítanak a „nácik” ellen, végül megszöknek. A játszma ezzel komolyra fordul, hiszen ha az igazi nácik fogságába esnek, a menekülők mind bajba kerülnek, ezért rabok és rabtartók közösen üldözőbe veszik és el is fogják a szökevényeket egy kivételével, akit tényleg megtalálnak a németek. Önvédelemből, de a falubelijük iránti ragaszkodásból is egy merész csellel nemcsak kiszabadítják az elfogott szabót, hanem élelmet is szereznek a helyőrségből. A kiszámíthatatlanul közlekedő vonatot a partizánok egyre-másra sikertelenül próbálják meg feltartóztatni. Az egyre idegesebb ellenállókat teljesen összezavarja, amikor a sábeszen együtt imádkoznak a vonatból kitóduló zsidók és a felsorakozott egyenruhás ál-katonák.
Egy vasúti kereszteződésnél német egyenruhás katonák állítják meg a szerelvényt és leszállítják az összes embert. Az általános rémület csak akkor oldódik fel, amikor kiderül, hogy ezek is ál-nácik, valójában teherautó-karavánnal önmagukat deportáló cigányok. A megkönnyebbült emberek félelmeik és nyomorúságuk ellenére este közösen mulatnak, majd reggel mindannyian együtt indulnak tovább keletre Palesztina és India felé.
A történetnek nem lesz szerencsés vége: a vonat és utasai végül a két frontvonal közé szorulnak, ahonnét nincsen tovább hová menni. De még ezen is csavar egyet a rendező: a végén kiderül, hogy nem igaz az egész: a falu bolondja meséli a történetet – egy koncentrációs táborban.

## Szereplők
| Karakter              | Színész               | Magyar hang       |
| --------------------- | --------------------- | ----------------- |
| Slomo                 | Lionel Abelanski      | Rudolf Péter      |
| Mordeháj              | Rufus Rufus           | Pathó István      |
| A rabbi               | Clément Harari        | Horkai János      |
| Jossi                 | Michel Muller         | Kerekes József    |
| Eszter                | Agathe de La Fontaine | Németh Borbála    |
| Schmecht              | Johan Leysen          | Bács Ferenc       |
| Jankele               | Bruno Abraham-Kremer  | Józsa Imre        |
| Sura                  | Marie-José Nat        | Ráckevei Anna     |
| Manzatu               | Gad Elmaleh           |                   |
| Struhl                | Serge Kribus          | Görög László      |
| Golda                 | Rodica Sanda Tutuianu | Várnagy Kati      |
| Jossi anyja           | Sanda Toma            | Kassai Ilona      |
| Lilenfeld             | Zwi Kanar             | Kenderesi Tibor   |
| A cigány ezredes      | Razvan Vasilescu      |                   |
| Sami                  | Mihai Calin           | Welker Gábor      |
| Moitl                 | Ovidiu Cuncea         |                   |
| Mendel                | Marius Drogeanu       | Mertz Tibor       |
| Von Glück             | Vladimir Jurascu      | Kránitz Lajos     |
| S.S. Hauptsturmführer | Robert Borremans      |                   |
| Józsua                | Bebe Bercovici        | Rudas István      |
| Rivka                 | Luminita Gheorghiu    | Bokor Ildikó      |
| Icig                  | Georges Siatidis      | Bicskey Lukács    |
| Partizán              |                       | Beregi Péter      |
| Bölcs                 | Constantin Codrescu   | Kun Vilmos        |
| Bölcs                 | Theodor Danetti       | Makay Sándor      |
| Bölcs                 | Michel Israel         | Dobránszky Zoltán |
| Bölcs                 | Savel Stiopul         | Nagy Zoltán       |
| Bölcs                 | Constantin Dinulescu  |                   |
| Grossman              | George Ulmeni         | Gruber Hugó       |
| Izsák                 | Serban Danescu        | Baradlay Viktor   |
| Seine                 | Mihacia Bercu         | Czető Zsanett     |
| David                 | Cristian Irimia       | Pálfai Péter      |
| Sura lánya            | Cristina Barsan       | Strausz Viktória  |

## Díjak, jelölések
- Sundance Filmfesztivál (1998)
  - díj: közönségdíj – Radu Mihaileanu
- Velencei Nemzetközi Filmfesztivál (1998)
  - díj: Kritikusok díja – Radu Mihaileanu
  - díj: FIPRESCI-díj – Radu Mihaileanu
- David di Donatello-díj (1999)
  - díj: legjobb külföldi film – Radu Mihaileanu
- César-díj
  - jelölés: legjobb eredeti vagy adaptált forgatókönyv – Radu Mihaileanu
  - jelölés: legígéretesebb fiatal színész – Lionel Abelanski
- Hamptons International Film Festival (1999)
  - díj: közönségdíj – Radu Mihaileanu
- Las Vegas Film Critics Society Awards (2000)
  - jelölés: Sierra Award (legjobb külföldi film)
- Miami Film Festival (1999)
  - díj: közönségdíj – Radu Mihaileanu
- São Paulo International Film Festival (1998)
  - díj: közönségdíj – Radu Mihaileanu
  - díj: Kritikusok díja – Radu Mihaileanu
- Cinema Brazil Grand Prize (2001)
  - jelölés: legjobb külföldi film – Radu Mihaileanu
- Cottbus Film Festival of Young East European Cinema (1998)
  - díj: közönségdíj – Radu Mihaileanu